# Chrodobertus
Chrodobertus ist ein männlicher Personenname.

## Herkunft und Bedeutung
Der Name Chrodobert ist germanischer Herkunft. Er leitet sich ab von hrōd, hruod („Ruhm, Ehre“) und beraht („glänzend, strahlend“).
Die Namensform wandelte sich zu Radbert, Ratpert, Rupert, Rodbert und Robert.

## Namensträger
- Chrodobert (vor 615–nach 631), Herzog der Alamannen
- Chrodobertus (Tours) († nach 695), Bischof von Paris (656–663) und Tours (660–695)